# Rua Vinte e Quatro de Outubro
A Rua 24 de Outubro é uma importante rua da cidade brasileira de Porto Alegre, no estado do Rio Grande do Sul.
A rua (na verdade uma avenida), atualmente começa na Praça Júlio de Castilhos e termina na avenida Plínio Brasil Milano, e cruza os bairros Independência, Moinhos de Vento e Auxiliadora. É uma rua comercial e residencial.

## Histórico
A atual rua 24 de Outubro inicialmente era chamada de Estrada da Aldeia dos Anjos, e era o caminho natural para aqueles que seguiam rumo a Gravataí, à época conhecida como a Aldeia dos Anjos. Por ela passavam viajantes em mulas e cavalos, peões tocando a boiada, carreteiros transportando charque, arroz, feijão, batata, milho e hortaliças.
Com a construção de moinhos de vento nos arredores da Estrada da Aldeia, esse caminho conquistou importância estratégica e econômica no final do século XIX e início do século XX, e a estrada passou a ser chamada de Caminhos dos Moinhos de Vento e, depois, rua Moinhos de Vento. O decreto municipal de 24 de outubro de 1933 mudou a denominação de Rua Moinhos de Vento para a denominação atual.
Seu nome é uma homenagem à Revolução de 1930 quando, em 24 de outubro daquele ano, os militares depuseram o presidente Washington Luís, semanas antes do fim de seu mandato, e o poder foi entregue a Getúlio Vargas, dando-se início à Era Vargas.